# Biskopshagens naturreservat
För Biskopshagen i Växjö, se Biskopshagen, Växjö.
Biskopshagen är ett naturreservat på Väröhalvön i Värö socken i Varbergs kommun i Halland. Området är 85 hektar stort och är skyddat sedan 1971. Det ligger i ett sprickdalslandskap. På grund av skiftande markförhållanden har området ett varierande växtliv. Det har varit ljunghed sedan åtminstone mitten av 1600-talet då det var Skällåkra bys gemensamma utmark.

## Externa länkar

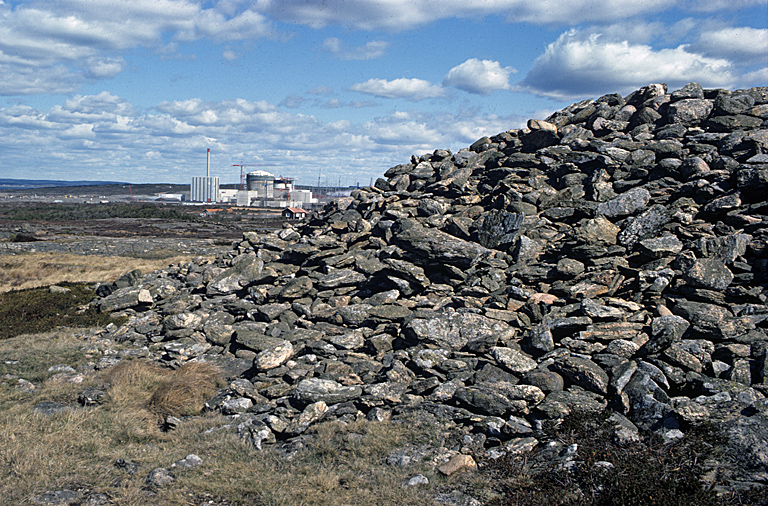
Olas våle. Bronsåldersröse i förgrunden inom Biskopshagens naturreservat. Ringhals kärnkraftverk i bakgrunden.